# (21795) Masi
(21795) Masi ist ein Asteroid des Hauptgürtels, der am 29. September 1999 vom italienischen Astronomen Franco Mallia am Campo-Catino-Observatorium (Sternwarten-Code 468) in der Gemeinde Guarcino entdeckt wurde.
Der Asteroid ist nach dem italienischen Amateurastronomen Gianluca Masi (* 1972) benannt, der seit 1988 Mitarbeiter am Campo-Catino-Observatorium ist und sich der Erforschung von Asteroiden und Veränderlichen Sternen, und dabei hauptsächlich Kataklysmischen Veränderlichen widmet.